# 屯州
屯州，中国南北朝时设置的州。
北周灭北齐，以相州陽平郡設置屯州。隋朝成立，屯州管轄陽平郡（治所在今山东省冠县东古城镇），館陶县、清淵县。开皇三年（583年），废阳平郡入屯州。大業元年（605年），废屯州并入魏州。